# Karl-Heinz Leise
Karl-Heinz Leise (* 3. Januar 1919; † 5. November 2004 in München) war ein deutscher Physiker.

## Leben
Leise wurde während seines Studiums der Chemie, Mathematik und Physik an der Philipps-Universität Marburg im Wintersemester 1938/39 Mitglied der Kameradschaft Herold, aus der nach dem Zweiten Weltkrieg wieder die Marburger Burschenschaft Rheinfranken hervorging, der er lebenslang angehörte. Sein Studium setzte er an der Friedrich-Schiller-Universität Jena fort. Er promovierte 1943 zum Dr. rer. nat. 
Von Mai 1978 bis 31. Januar 1984 war er Vizepräsident des Bundespatentgerichtes in München.